# Fandom de Madonna
El fandom de Madonna hace referencia a su comunidad internacional de fanáticos. Es un término genérico-informal, que ha sido usado por varios medios y en investigaciones académicas (varias son encuadrables dentro de los Madonna Studies). Distintos medios en español han llamado a sus seguidores «Madders», aunque hay otras etiquetas que dependen a la vez de la fuente e idioma que se use. 
Para distintos expertos, su fandom se diversifica en varios grupos categóricos, como las «Madonna wannabes» y el colectivo LGBT. Sumado a esto, diversos sociólogos y otros científicos sociales han estudiado a Madonna y por implicación a su fanaticada, así como la interacción que existe entre ella y sus seguidores. Los fanáticos de Madonna se cuentan por millones en todo el mundo. El etnógrafo estadounidense James Lull comentó que distintas personas de todas las edades, razas, orientación sexual, con diferentes niveles de educación, y ya sea del primer o segundo mundo la siguen desde el inicio de su carrera.
Su fandom como cualquier otra comunidad, interactúan en la red informática a través de diversos medios de comunicación como las páginas webs, fanzines, podcasts y club de fanes, y en otras manifestaciones como los fan arts, fan films, fan activisms y fanfictions. Desde los años de 1980, se han llevado a cabo distintos eventos como convenciones de admiradores, entre los que destacan los «Madonnathons».
En particular, distintos fanáticos de Madonna han alcanzado la fama, principalmente sus imitadores profesionales. En el lado negativo, hay varios que lo hicieron por algún patrón patológico, como los stalkers y también se pueden incluir los hackers. Existen también incontables ejemplos de famosos y celebridades declarando ser un fanático de ella. Finalmente, hay varios récord mundiales impuestos por sus seguidores, como la carta más larga jamás escrita por admiradores y la fiesta de pijama más grande del mundo, cuando Madonna convocó a 1 500 de sus fanáticos en el «Madonna's Pajama Party» con el fin de promocionar su videoclip «Bedtime Story».

## Madonnamanía

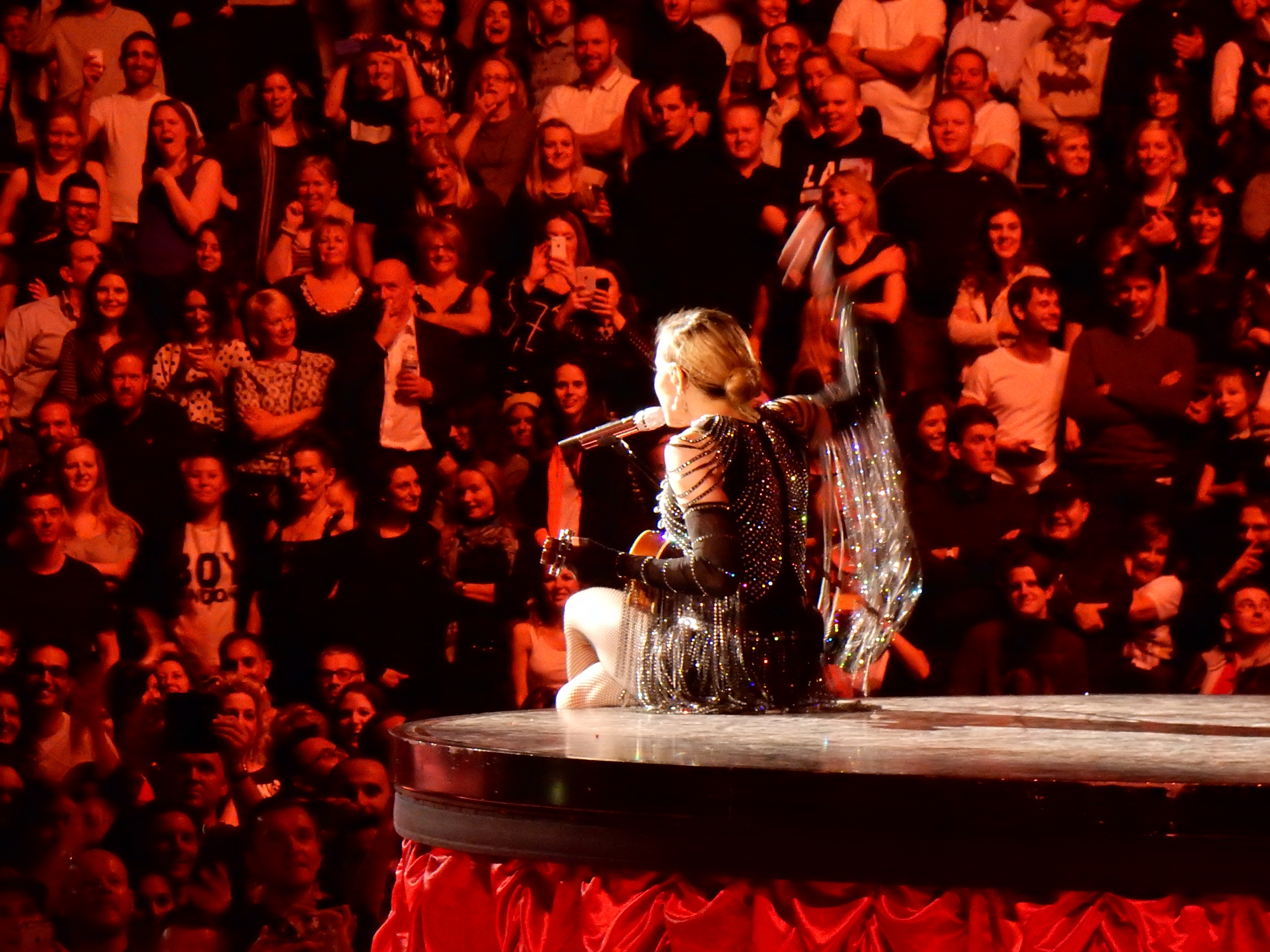
Madonna frente a su público londinense durante un concierto en 2015 del Rebel Heart Tour.

También escrito «Madonna manía» o «Madonna-manía» (sin tildes en el inglés), es el término informal que se empezó a utilizar al menos desde la publicación de su segundo álbum de estudio, Like a Virgin para describir el enorme interés demostrado a Madonna, en especial entre las mujeres jóvenes. Según Lucy O'Brien en Madonna: Like an Icon, para el año 1985 la «Madonnamanía se había esparcido de ciudad en ciudad». De acuerdo al biógrafo Andrew Morton, esa época coincidió con la conservadora era Reagan, en donde la cantante ya había alcanzado una base natural de admiradores entre las jóvenes, homosexuales y afroamericanos.
En 1987, con su primera gira mundial Who's That Girl Tour, la artista tenía un objetivo bien claro en palabras del escritor Francesco Falconi: «Difundir la Madonnamanía en todo el planeta». Diversas fuentes de antaño respaldan per se este fenómeno. Las  revistas Guión y Music & Media por ejemplo, hablaron sobre el impacto y ventas récords que tuvo en Europa mientras utilizaron la palabra. Russell Baker del The New York Times también abordó el tema aunque se dirigió en un país en particular: el Reino Unido. En un sentido general, Baker describió a estas personas como «admiradores que sucumben al delirio, el frenesí y la histeria». Y precisamente Nick Robertshaw de Billboard dijo que la cantante «desencadenó una histeria entre los fanáticos británicos en una escala rara vez vista». De manera retrospectiva, la página Shock al usar este término, destacó que la artista fue de los primeros músicos en comprender y aprovechar los avances tecnológicos de la década con los medios masivos y de esta manera ser omnipresente.
En 1994, la revista Cambio 16 mencionó que la «Madonnamanía fue tan real como la desaparición de la misma». El académico y experto en mercadeo, Stephen Brown reconoce que la Madonnamanía disminuyó al culminar la década de 1980, pero destacó que su poder de permanencia es muy notable. Sofía Maluenda de Economía y Negocios para El Mercurio dijo: «La "Madomanía" continúa siendo casi una religión».
No obstante, el término se sigue utilizando. Según escribió John Cassidy de The New Yorker, los británicos tuvieron una segunda oleada de la Madonnamanía al comenzar el siglo xxi luego de que la cantante viviera en la región tras haberse casado con el director de cine Guy Ritchie. La cadena inglesa ITV Granada realizó un programa especial llamado Madonna-mania en 2005. De acuerdo a Arthur Fogel de Live Nation, los países sudamericanos lo vivieron con la gira Sticky & Sweet Tour, ya que era la primera vez que se presentaba en un concierto tras 17 años de ausencia en la región y en el caso de Chile, era la primera vez. Situación que se repitió con su primer concierto en Colombia con el The MDNA Tour en 2012, aunque fue una palabra más utilizada en el sector turismo por el impacto económico que su visita e incluso desde antes, cuando se hizo el anuncio de su llegada al país.

## Grupos

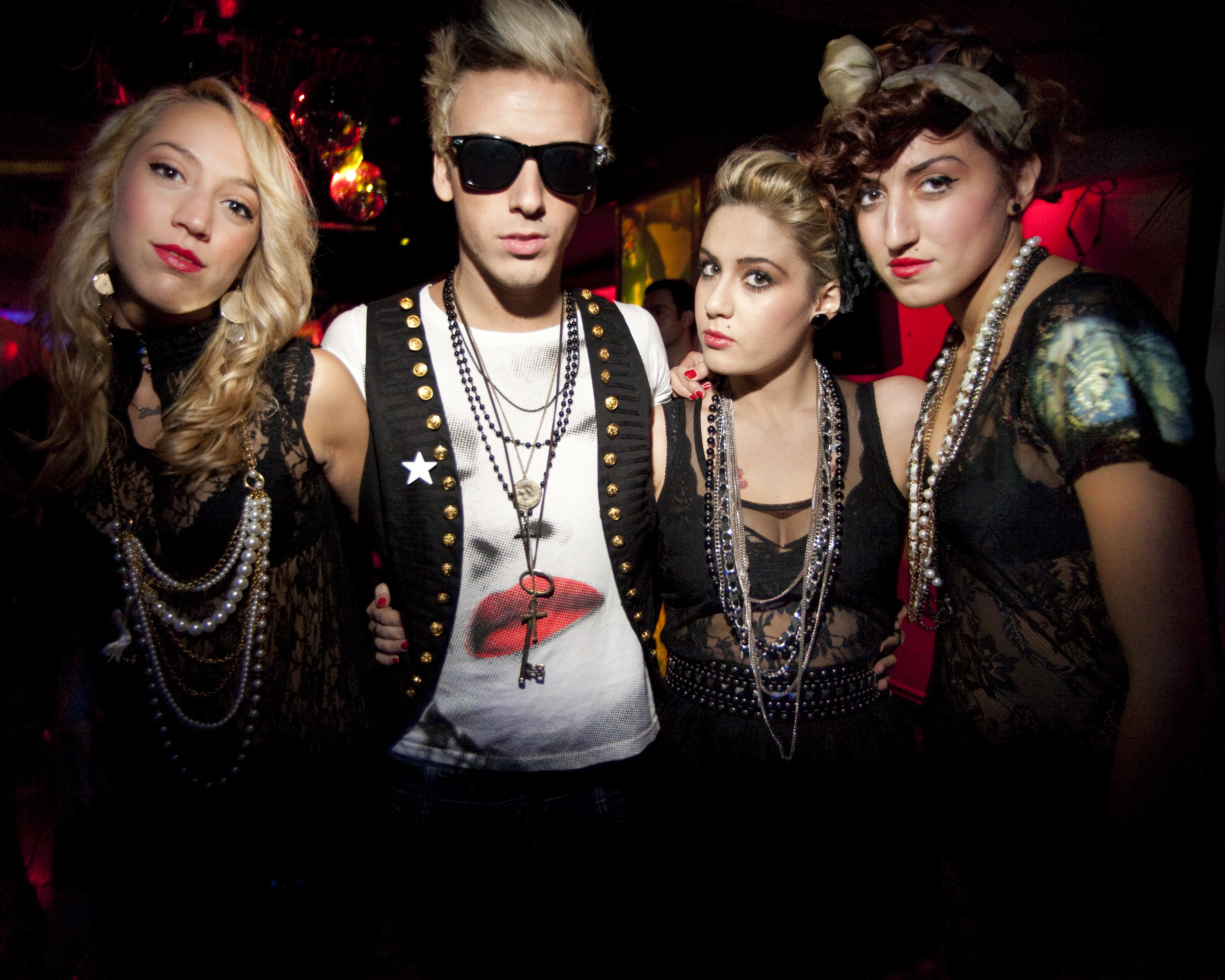
Un grupo de admiradores vestidos similar a ella en su estilo de los años 1980. Según los expertos, existen diferentes grupos categóricos en su fandom.

Más de un autor ha identificado varios grupos de fanáticos de la artista y las etiquetas impuestas a su fandom son variadas, pues depende a la vez del grupo categórico que se hable y la referencia que se cite. También influye la época y región para este último punto. Por ejemplo, durante la década de 1980 varios críticos usaron las palabras wannabes o «Madonna wannabes» para referirse a su fandom juvenil, en especial las mujeres jóvenes. Ese mismo término hoy día es también utilizado para aquellos fanáticos que «la aman tanto que intentan ser ella» pero no es usado para referirse a su fanaticada en general de acuerdo al portal MSN. Algunos medios en español han llamado «Madders» a sus admiradores, y en un caso en particular, el portal Jenesaispop los llamó «Madonniers». En palabras de Pier Domínguez de BuzzFeed News, sus admiradores en línea suelen denominarse así mismos «Iconers», palabra derivada del nombre de su club oficial de admiradores llamado Icon. Sin embargo, Jason Richards de The Atlantic notó que al igual que con otros fandom musicales, los seguidores de la artista se llaman así mismos solo «fans».
El científico social James Lull explicó que la intérprete apela por «una múltiple base de admiradores». Aunque la misma artista, consciente de los variados grupos también reconoce la volatilidad que existe, así lo hizo ver en una entrevista en 1995 con New Musical Express (NME):

He pasado de tener una gran base de fanáticos a perder una gran fanaticada, y a tener una especie de base de fanáticos «fluctuante». Siempre he tenido un grupo de seguidores que se han quedado conmigo, pero, dependiendo del tipo de música que hago, termino atrayendo a ciertos grupos de personas y alejando a otros.

Madonna tiene una importante base de fanáticos entre la comunidad homosexual, a quienes agradece constantemente y la han convertido en un icono gay. Llegó a decirle a Ellen DeGeneres: «No tendría carrera alguna sin el colectivo». También posee una audiencia y fanáticos entre intelectuales, feministas y académicos. En términos generales, son varios los autores que destacan el hecho que «los fanáticos de Madonna trascienden la edad y géneros». En esta parte, el científico James Lull concluyó:

Diferentes tipos de personas aprecian a Madonna por muchas razones. Ella cuenta con fanáticos entusiastas que son jóvenes y mayores, heterosexuales y homosexuales, educados y sin educación, del primer o tercer mundo, negros, blancos, de color marrón, amarillo y de todas las preferencias sexuales, categorías demográficas y estilos de vida inimaginables. Las personas que difieren entre sí en todos los aspectos aún pueden encontrar algo relevante en las imágenes públicas multidimensionales y mediadas de Madonna [...] Su significado se descubre, se refuerza y se trasciende en las diversas formas en que sus fanáticos la ponen a trabajar culturalmente.

## Generalidades y características

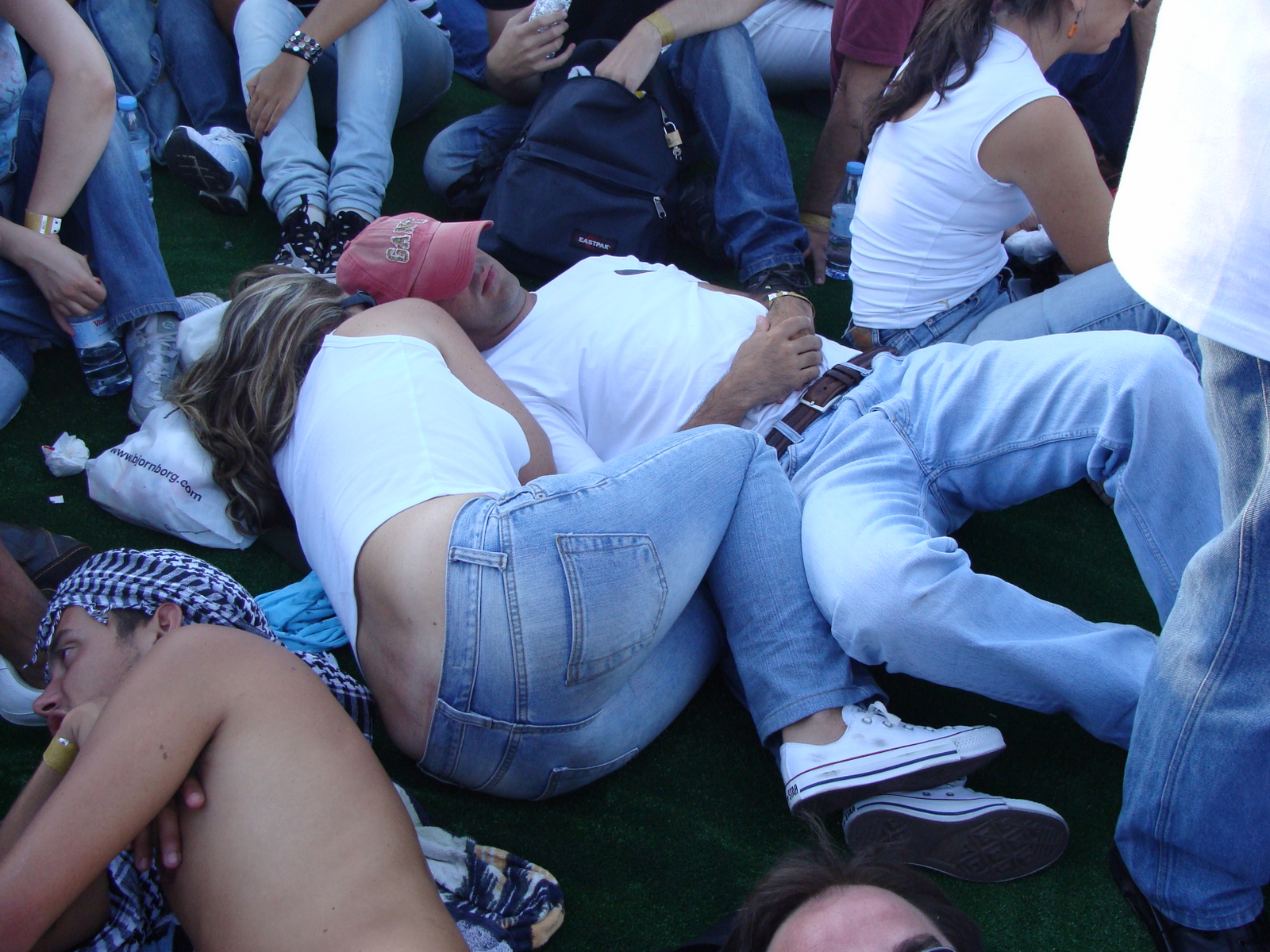
Un grupo de admiradores en Brasil a la espera del inicio del Sticky & Sweet Tour.

Varios autores han encontrado diversas características e interpretaciones propias sobre la fanaticada de Madonna. La profesora asociada Tracy L. Tuten escribió en su libro Enterprise 2.0 las diferencias y a la vez similitudes entre sus diferentes grupos de admiradores. Dijo que un fanático individual puede que no se relacione con otro y también puso de ejemplo a sus «seguidores de su estilo de la moda» quines podrían tender a «leerla e interpretarla» de una manera estilística que afecte a tal punto sus elecciones de ropa más que, por ejemplo, los simpatizantes de sus libros o de su conexión espiritual con el Kabbalah Centre. En un sentido general dijo que cada «grupo cultural» podría empatizar con diferentes elementos, pero «debido a que todos tenían una conexión con ella, estarían unidos en la cultura de fanáticos de Madonna».
En 2008, Cristian Chandía E. de La Tercera luego de la gira musical que inició la cantante ese mismo año, notó que sus fanáticos en todo el mundo «parecen desarrollar un patrón común: locura desatada por conseguir tickets para sus conciertos, filas interminables, gente durmiendo en las afueras de las boleterías [y] seguidores maquillados al estilo de la "reina del pop"».
La escritora británica Perri Lewis en el libro Material World: The Modern Craft Bible (2012) apuntó que en efecto existen niveles de fandom, y puso como ilustración a la persona que haga una tarjeta de cumpleaños con la temática de Madonna para un amigo será algo diferente a la que vuela al otro lado del mundo a uno de sus conciertos vestido con una réplica del corsé cónico.
Para el periodista Wenceslao Bruciaga sus fanáticos «no distinguen entre buenos y malos discos», ya que todo lo que lanza Madonna «es perfecto» para ellos. Aunque tales declaraciones de Bruciaga puede referirse más a sus seguidores de culto. El autor Joseph Baladi cree que un fanático de la intérprete «generalmente no se limita a sí mismo a solo a escuchar y comprar su música», pues según él «a menudo va mucho más allá de esto». El autor de referencia también habló de sus fanáticos incondicionales, al mencionar que este tipo de fan se relacionará con ella a través de su personalidad y encontrará puntos en común con sus valores.

## Medios de interacción

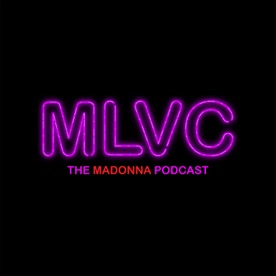
Logo de MLVC: The Madonna Podcast. Existen varias podcasts de fanáticos.

Dentro de la comunidad de sus seguidores existen varios medios para la comunicación entre ellos. Por ejemplo, hay varias fanzines en su nombre. Uno de los primeros ejemplos es MLC (siglas del nombre de Madonna Louise Ciccone), creada en 1987 por el promotor e historiador canadiense en Madonna, Bruce Baron junto al matrimonio Pete y Linda Weinzettl. A pesar de no ser una publicación oficial de la intérprete, tuvo una gran aceptación entre sus fanáticos. También existió un fanzine llamado Justify My Life, mencionado por Variety en 1993.
En el idioma español, se puede ver el ejemplo de Dare Star, del fundador del sitio y club DivinaMadonna. El primer y único fanzine autorizado por la misma Madonna es  Like a Fanzine, que luego fue renombrado a Icon desde su edición número tres. El tiraje impreso casi siempre presentaba imágenes nuevas sobre la cantante y material proporcionado por Liz Rosenberg, la publicista de la cantante. Según Matthew Rettenmund, una copia original vale cientos de dólares hoy día.
Otras referencias son las podcasts de sus fanáticos. Entre ellos destaca MLVC: The Madonna Podcast que posee cobertura en radios y plataformas como iHeart y Apple Podcasts. Fue mencionado en una nota de LA Weekly en 2019. Otros ejemplos incluyen The Immaculate Podcast, Inside The Groove - Madonna's Music y Madonna Radio en español. Otras manifestaciones son las fanfictions. Si bien no hay hasta ahora un sitio dedicado en su totalidad a ella para este tipo de manifestaciones, existen numerosos ejemplos en páginas y comunidades virtuales como lo son FanFiction.Net y Asianfanfics por nombrar algunos. Al igual que con cualquier otra celebridad, en el sitio Fandom existen páginas dedicas a ella, conocida internamente como la Madonnapedia en todo su conjunto y autonombrada como la «primera y más grande enciclopedia wiki» en su nombre.

### Sitios webs

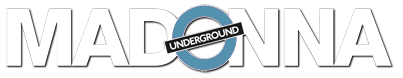
Logo de MadonnaUnderground

Las académicas Elżbieta H. Oleksy y Joanna Rydzewska escribieron en el libro de 2004, Representing gender in cultures que «existen literalmente cientos de páginas web y grupos de noticias dedicados exclusivamente a Madonna». Entre estas páginas de fanáticos se encuentra Madonnalicious.com que fue fundada en 2001 por la ahora científica biomédica, Clare Parmenter del Reino Unido. La página ganó el premio al mejor sitio web de música no oficial en los BT Digital Music Awards de 2004.
Hay más fansites que recibieron mención de los medios de comunicación por distintas razones o bien, fueron utilizadas como referencias bibliográficas por varias publicaciones y académicos. AllAboutMadonna.com es uno de ellos, y el diseñador alemán y también fanático de la artista Michael Michalsky confesó ser lector del sitio. La página Where Life Begins fue mencionada por el corresponsal de BBC News y también fan de Madonna, el británico John Hand. MadonnaRama.com se dio a conocer principalmente por ser de las primeras webs en ofrecer una cobertura de su boda con Guy Ritchie a finales del 2000.
El País de España mencionó a DivinaMadonna.com, un sitio hispano que recibía unas 20 000 visitas por día hasta 2009. MadonnaTribe.com, es otro ejemplo notable. Fundada en 2003 como una web bilingüe en inglés e italiano, tiempo después, cuando los visitantes internacionales se multiplicaron, sus desarrolladores crearon versiones locales en francés y español. Finalmente, MadonnaUnderground fue mencionada por las académicas Susan Fast y Craig Jennex.

### Clubes
De acuerdo a Radio Mágica, no hay país en donde no exista un club de admiradores de la cantante. Su club oficial es Icon, cuyo acceso en línea se aloja exclusivamente en su página Madonna.com. Anteriormente solo se podía acceder a la interfaz completa a través de una membresía y las de mayor precio, «Platinum» y «Legacy Platinum» permitían beneficios extras a sus miembros como descuentos en su tienda en línea entre otras cosas hasta su discontinuación en 2011. El sitio web fue honrado en los premios Webby en la categoría celebridad/fan de 2016.
Si bien en teoría no existe ningún otro club oficial de fanáticos más que Icon, muchos fueron reconocidos con ese estatus gracias al respaldo de su compañía discográfica de entonces, la Warner Bros Records. Es el caso de MadonnaChile, fundado a finales del año 2007. Varios clubes fueron mencionados o recibieron cobertura de medios internacionales. Por ejemplo:  Lucky Star de Argentina apareció en notas de medios como The Irish Times cuando la artista trabajó en ese país en el rodaje de su filme Evita en 1996. Un año después, el sociólogo Mario Margulis también los mencionó durante una investigación de fandoms que realizó junto a Marcelo Urresti en el área de estudios culturales del Instituto de Investigaciones Gino Germani.
En 2000, la revista Tiempo de Hoy hizo mención de unos 94 clubes de la artista, entre ellos El Santuario de Madonna. En 2009, Lino Portela de El País hizo un reportaje del club oficial Divina Madonna, fundado en 1987 por Chris Márquez en España. En 2015, Wenceslao Bruciaga de Vice hizo cobertura de los miembros del club Four Seasons y MadonnaMéxico, ambos de la nación azteca.

## Actividades

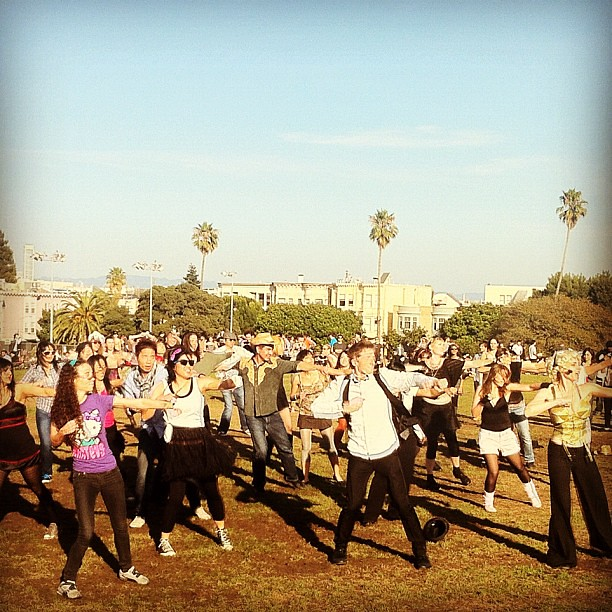
Un flashmob de fanáticos de Madonna realizado en la ciudad de San Francisco en 2011.

Desde los años 1980 se han llevado a cabo convenciones de admiradores, concursos y otros eventos en su honor que ha involucrado a su fanaticada o que ellos mismos han sido organizadores de tales manifestaciones. Los autores de Bitch She's Madonna escribieron que los concursos relacionados con Madonna «son una expresión más del impacto de la artista [...]». Nombraron como ejemplo el evento que la Warner y MTV organizaron en 1986 llamado Madonna's Make My Video Contest, donde les pidieron a los fanáticos de la cantante y a la audiencia de la cadena, que realizaran sus propias versiones del videoclip «True Blue». Para los autores, tal evento sentó precedentes para los viddings en su nombre, que hoy día incluso circulan por YouTube.
En 1993, en varias partes de los Estados Unidos se realizó la denominada «Madonna Expo» en donde durante tres días se trasmitió por canales como Continental Cablevision, Century Cable y Manhattan Cable Television el especial llamado All AboutMadonna, que estuvo dedicada a relatar las actividades que realizó la cantante y también su fandom en aquel tiempo.
Hay registro de varias convenciones de admiradores que han sido cubiertos por los medios. La mayoría se dan cita durante el mes, semana o día de nacimiento de la artista, que es el 16 de agosto. En este ejemplo encontramos al Madonnathon, cuya primera edición tuvo lugar en Míchigan en 1991 y fue de carácter internacional. También se da anualmente un espectáculo homenaje con el mismo nombre en la ciudad de Nueva York desde 2003. En 1999, se celebró en Nueva York la primera convención del «Maddyfest», llevada a cabo en el Southgate Tower Hotel. En 2001, se celebró por primera vez una convención de su fandom en la ciudad de Los Ángeles, alojado en esa ocasión en el Avalon Hollywood. Si bien la compañía discográfica Warner Bros. no patrocinó el evento, intervino realizando algunos concursos. Exhibiciones de recuerdos y sincronización de labios fueron algunas de las actividades que se realizaron, donde los ganadores escogidos por el público pudieron obtener álbumes, carteles, fotos y otros objetos autofotografiados.
Cuando lanza un nuevo álbum de estudio en alguna parte del mundo se pueden ver diversos eventos de sus fanáticos. Un ejemplo fue con el anuncio de Madame X en 2019. En la ciudad de Los Ángeles según reportó el diario local LA Weekly se llevaron a cabo diversas actividades, entre ellos el llamado Bootie LA’s Madonnapocalyspe que tuvo invitados especiales y al DJ ShyBoy como colaborador. Las excoristas de la intérprete, Niki Harris y Donna De Lory realizaron la presentación Songs and Stories. También se transmitió el especial Madonna In LA: Madame X Tea & More with Michael Coope como parte del podcast de admiradores llamado MLVC. En marzo de 2020, el Harrogate Convention Centre hospedó el «Into the Groove - Ultimate Tribute to Madonna», una convención dedicada especialmente a ella.
Hay también documentación de varios flashmobs a su nombre. En 2011, la página de guía SF Station anunció dos de ellos en la ciudad de San Francisco. El primero se llevó a cabo en el Dance Mission Theater. Tras anunciarse el concierto de la gira Madame X Tour en el London Palladium, un grupo de bailarines fanáticos realizaron un flashmob frente al mismo teatro.

## La interacción de Madonna con sus fanáticos

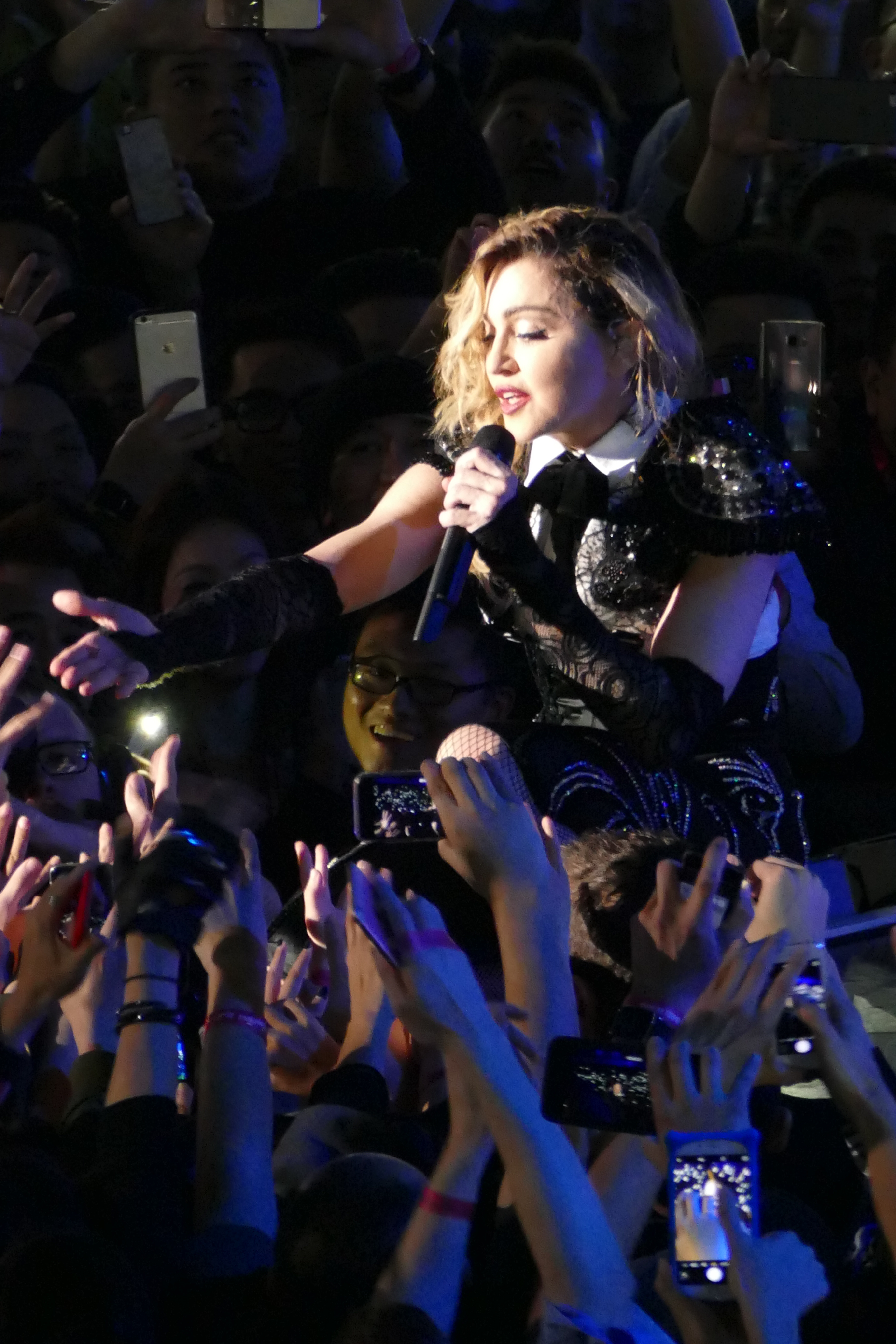
Madonna interactuando con su audiencia en el Rebel Heart Tour (2015-16).

Madonna ha interactuado con sus fanáticos de distintas maneras a lo largo de su carrera. Los ejemplos más notables aparecen desde finales de los años 2000 con la aparición de las redes sociales y a través de su página oficial. Un claro ejemplo es cuando invitó con un casting a sus seguidores a aparecer en su videoclip «Celebration». Las canciones del álbum de grandes éxitos del mismo nombre fueron seleccionadas por ella misma junto a su fanaticada. Un año más tarde, anunció que los miembros más antiguos del club Icon recibirían como regalo el envío de un vinilo de doce pulgadas del tema inédito «Broken», grabado en las sesiones de ese recopilatorio.
En 2013, interactuó con varios de sus admiradores en Reddit con el r/IAmA (Ask Almost Anything o en español: «Pregúntame casi cualquier cosa»). Ese mismo año realizó un concurso para que algunos fanáticos pudiesen conocerla y bailar con ella durante la inauguración de la sucursal del Hard Candy Fitness en Berlin. Situación que se repitió en 2014 con la apertura de la sucursal en Canadá.
En 2015, le pidió a sus seguidores no descargar las canciones filtradas de su disco Rebel Heart y dijo que «un verdadero fanático respetaría su arte». Ese mismo año chateó con cinco admiradores en Grindr como parte de un concurso que realizó para promocionar la era del álbum. Sumado a eso, realizó un videochat con su fanaticada en el Romeo Saturday Night Online donde iba respondiendo una por una las preguntas que le hacían. En esa era también promovió el fanart con su gira Rebel Heart Tour al mostrar imágenes de fondo en los conciertos de obras hechas por varios de sus fanes. En 2016, premió a sus fanáticos australianos con el concierto especial Madonna: Tears of a Clown, luego de 23 años de ausencia en la nación.
En 2019, para promocionar su disco Madame X conversó en directo con varios admiradores en LiveXLive respondiendo las preguntas que le hacían. Situación similar con la entrevista promocional que tuvo con MTV. Al poco tiempo dio inicio a su gira de teatros Madame X Tour con el que buscó acercarse más a su público. Al mismo tiempo les prohibió el uso de teléfonos celulares, relojes inteligentes, cámaras o cualquier otro dispositivo de grabación. Esto dividió la opinión de sus fanáticos, mientras unos la apoyaron otros la criticaron.

### Controversias e incidentes
Con las giras The MDNA Tour, Rebel Heart Tour y Madame X Tour, Madonna recibió críticas por parte de un sector visible de los fanáticos asistentes por principalmente presentarse tarde y por haber acortado el tiempo de las presentaciones. Por ejemplo, en la presentación chilena del The MDNA Tour, el espectáculo empezó con dos horas de retraso, el formato fue distinto y se acortó la presentación, lo que resultó «decepcionante» para sus admiradores. En 2018, más de tres mil de los asistentes presentaron una denuncia ante el Servicio Nacional del Consumidor de Chile por estas irregularidades. En esa misma presentación, la misma artista se enojó con un grupo de fanáticos que no querían dejar de fumar en el estadio. En la siguiente gira, Rebel Heart Tour dijo en una de las presentaciones:

Quiero darles las gracias por esperar. No me gusta llegar tarde. Por cierto, para todas las «perras» que están protestando, cierren la boca. No estoy ahí, detrás del escenario comiendo chocolate, pintándome las uñas o poniéndome extensiones. El vídeo se estropeó y no podíamos salir. No teníamos vídeo y debíamos esperar hasta que pudiéramos reiniciarlo. No soy una diva, si ustedes son unos divos y quieren seguir protestando por ello, no vengan a mi concierto.

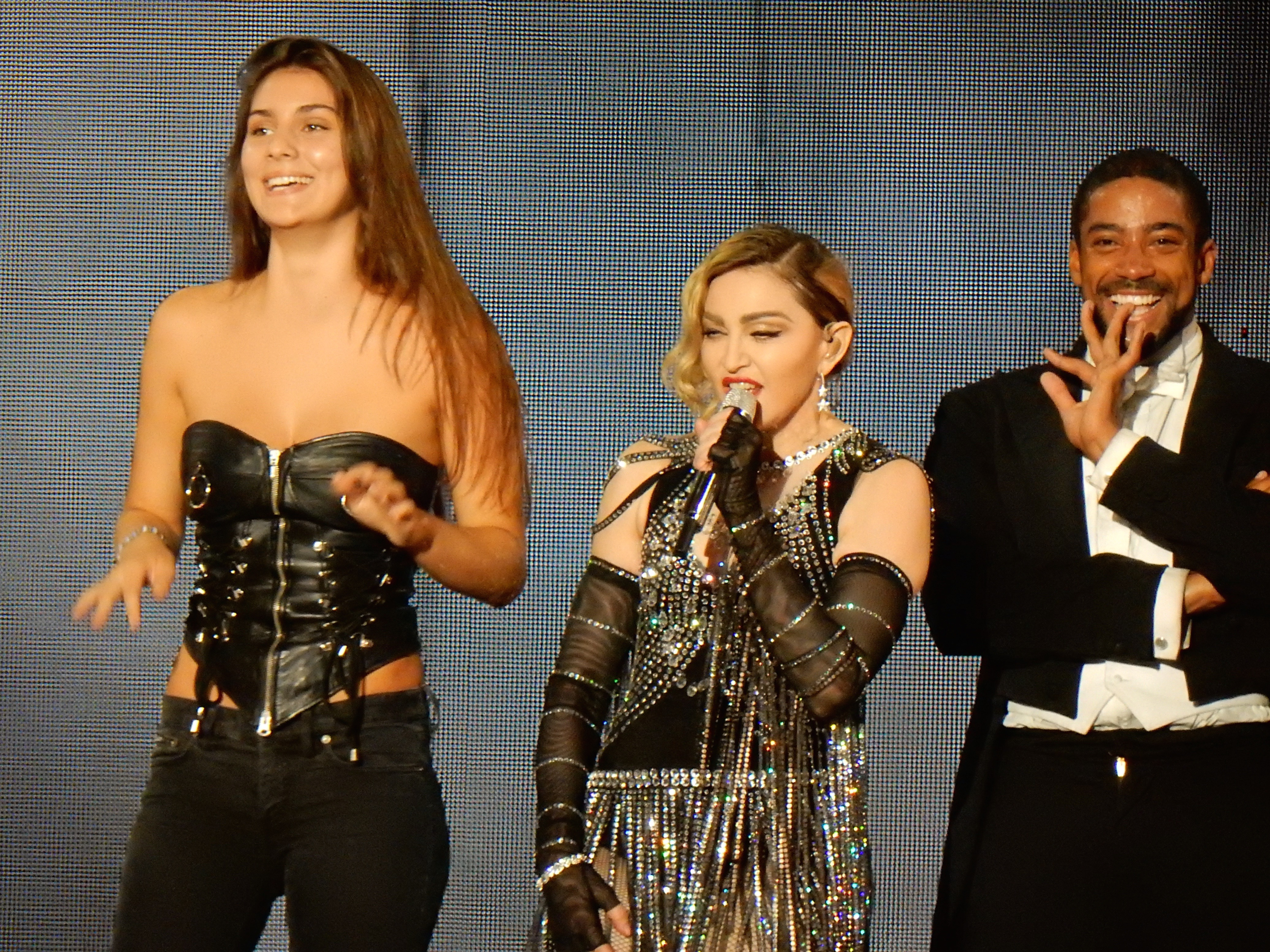
Josephine Georgiou y Madonna en el Rebel Heart Tour, poco antes de que la cantante expusiera accidentalmente su seno.

En la última gira, al menos tres admiradores de distintas ciudades la demandaron por cambiar el horario, las fechas o cancelar los conciertos previstos debido a problemas de salud. Uno de los demandantes mencionó: «Hay artistas que aprecian a sus fanes, pero creo que ella no tiene miramientos por nadie». En esas mismas fechas, la cantante dijo a sus seguidores en Twitter que debían «entender» que «una reina nunca llega tarde». Muchos medios interpretaron ese mensaje como una respuesta a estos admiradores.
La participación de Madonna en las redes sociales también le ha generado diversas críticas por supuestos fanáticos, muchas veces por sus provocativos mensajes y vídeos. Un ejemplo es en 2019 cuando en un clip mencionó que usa la  orinoterapia como método de belleza y salud. En 2020, también recibió comentarios negativos de sus seguidores por subir un vídeo en donde se muestra semidesnuda en su bañera y señala al coronavirus como «el gran ecualizador». El bloguero Perez Hilton quién llamó a la cantante como su «artista favorita número uno de todos los tiempos» se mostró indignado.
Por otro lado, según el periódico ABC, varios fanáticos se sumaron a diversas organizaciones y celebridades para pedirle en las redes sociales con la etiqueta #MadonnaDontGo que cancelara su presentación del Festival de la Canción de Eurovisión 2019 como protesta contra la ocupación palestina. Algunos de sus proyectos musicales ha dividido la opinión de su fandom, tal es el caso de la colaboración musical que hizo ese año con Maluma. Finalmente, durante su presentación en Australia del Rebel Heart Tour, la cantante expuso accidentalmente el seno de Josephine Georgiou, una fanática de ese entonces 17 años. El vídeo se volvió viral y muchos seguidores la criticaron alegando que «había ido demasiado lejos» e instaron a la joven a abrir una demanda contra la cantante. No obstante, Josephine la defendió y aclaró que no la demandaría, pues estar al lado de ella fue «el mejor momento de su vida».

### Opiniones
La relación e interacción mutua entre Madonna y sus seguidores ha generado varios comentarios. En 1989, el autor Randal Hill mencionó que «ella odia decepcionar a sus fanáticos». En otra observación positiva, el periodista musical Joaquín Luqui mencionó que «existe una relación de felicidad mutua» entre ella y sus fanes. Este punto de vista lo justificó al decir que la cantante «tiene un aura especial que atrae, tanto a ellos —que la desean— como a ellas —que la idolatran—». En cambio, María Mérida de la edición española de Vogue la incluyó entre las celebridades que supuestamente tratan mal a sus seguidores. Aun así, justificó este punto diciendo que ella es una celebridad y no se puede comportar como el resto de las personas. Darlene Lutz, quien fue su asesora de arte desde mitad de los años de 1980 hasta mediados de los años 2000, aseguró que la artista «no se preocupa por sus admiradores», pues nunca administró su fan mail. En palabras de la propia Madonna:

Creo que en la mente de mis fanes represento muchas cosas, muchos estereotipos, como la imagen de reina del sexo. Pero, sobre todo, creo que notan que la mayor parte de mi música es positiva y pienso que aprecian eso; creo que represento todo lo que les han enseñado a no ser. Si me molestara demasiado toda esa atención que provoca, no haría lo que hago.

## Críticas

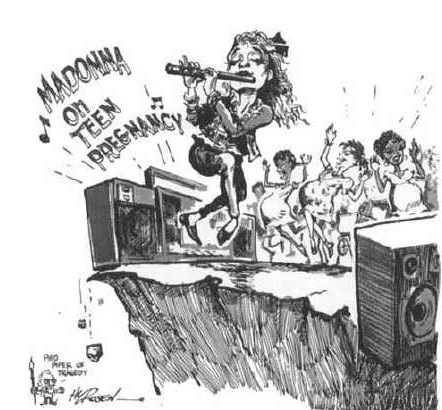
Una caricatura de Madonna representado el problema del embarazo adolescente por su canción «Papa Don't Preach» que alarmó a varias organizaciones por su impacto en sus jóvenes fanáticas.

Existen diversas críticas, aunque algunas son de contexto generalizado que apuntan más a los fandoms musicales en general, y en especial los de música pop donde incluyeron al de Madonna. En este último punto, Pier Domínguez de BuzzFeed News de manera retrospectiva notó que a los seguidores de la música, muchos los veían «como consumidores y seguidores acríticos». Y etiquetas como las «Madonna wannabes», fueron impuestas a las jóvenes mayoritariamente blancas por parte de críticos heterosexuales al considerarlas como «adolescentes inquietantes». Uno de estos comentaristas fue el profesor John Fiske, quien analizó precisamente a sus admiradoras de esa edad y las describió como «uno de los grupos más carentes de poder de la sociedad». De acuerdo Adam Sexton en el libro Buscando desesperadamente a Madonna, Fiske calificó a sus fanáticas como «tontas culturales» capaces de ser manipuladas no solo de forma económica, sino también ideológica.
Sumado a eso, Vanessa Grigoriadis de The New York Times dijo que con el tema «Papa Don't Preach» de 1986, la artista atrajo muchas críticas por corromper a sus admiradoras más pequeñas y alentar el embarazo adolescente. En comentarios más recientes, con el fenómeno del fandom en línea Pablo Tocino del sitio Jenesaispop notó que los fanáticos en esta era digital pueden llegar a ser «tóxicos». Puso de ejemplo el enfrentamiento entre los «Little Monsters» (fandom de Lady Gaga) y los seguidores de Madonna.
El fanatismo y la idolatría son dos de los puntos enfocados por detractores, aunque también se trata de críticas muy generales. Por ejemplo, en el libro Contra el fanatismo, Amos Oz hace mención de que existe una idolatría universal a la cantante a modo de expresar esta naturaleza de nuestros tiempos. El religioso Rigoberto González Mann mostró su preocupación al decir que para millones de personas ella es una «ídola total».

### Sentimiento «anti-Madonna» (antifanatismo)
El sentimiento anti-fan también está presente y existen varias páginas, clubes o libros con esta temática. En conclusión, los especialistas que escribieron el libro The Madonna Connection (1993) notaron que ella no es «amada universalmente» y de hecho mencionaron que no es querida por aquellas personas que son críticas sobre lo que está mal en la sociedad desde el punto de vista estético, social y moral.
Algunas referencias bibliográficas incluyen los libros The I hate Madonna Jokebook y The I Hate Madonna Handbook de 1993 y 1994 respectivamente. En 2009, John Marrs de The Guardian identificó al sitio entonces llamado «Madonna Blows Chunks», la web anti-Madonna más grande en Internet según su investigación. Este sitio se creó en 2003 como un boletín actualizado de forma diaria con noticias negativas, ensayos y foros para sus haters. Hasta ese entonces, la página registró unas 70 000 visitas, tenía 300 miembros y más o menos 30 000 mensajes negativos. En 2000, la revista Tiempo de Hoy mencionó al entonces existente sitio www.antifan.com, donde incluían nombres como el de la artista, «cuyos artículos promocionales no debían adquirirse bajo ningún concepto».

## Fanáticos notables

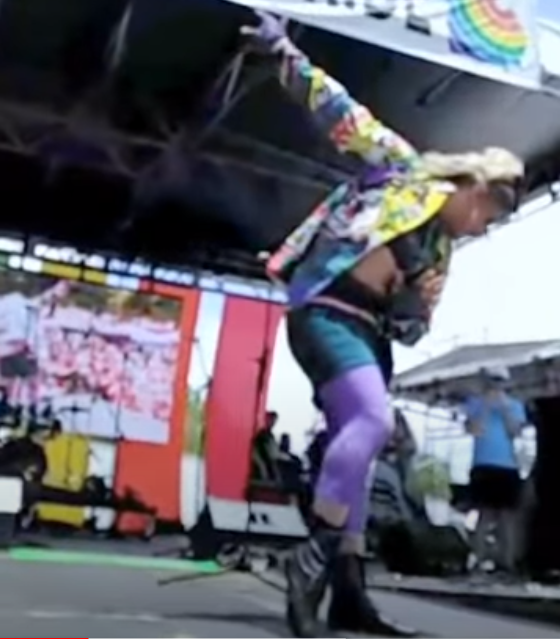
Venus D-Lite (Adam Guerra), un fanático e imitador de Madonna de los más conocidos en los medios.

Existen diversas personalidades que alcanzaron la fama por ser fanáticos de Madonna. Algunos más locales que otros, pero varios de los ejemplos a continuación han recibido cobertura de medios internacionales. John Hand, corresponsal de la BBC News y también gran admirador suyo mencionó que cada vez más, era más común ver que los fanáticos de Madonna alcanzaran el estatus de «mini celebridades». Hand hizo el comentario en 2001, antes de la existencia siquiera común de los servicios de red social.
El caso de Hand sirve así mismo como ejemplo para ilustrar el tema, ya que ha recibido cobertura de medios como The Guardian por esa pasión que tiene a la cantante y que según él, empezó desde 1984. Admite que ser su fan se convirtió en «parte de su identidad». Como fanático y periodista asistió a varios de sus conciertos y en 2005, recibió una llamada de la oficina de la cantante para ir a la premier  de un documental. Matthew Rettenmund es otro fanático notable y fue reconocido por medios como Billboard como uno de los «mayores expertos en Madonna». Se identifica así mismo como un coleccionista de la «Madonnabilia» (colección de archivos y notas sobre la artista) y es autor de la Encyclopedia Madonnica.
Otras seguidores notables incluyen a varios de sus imitadores, como es el caso de Adam Guerra, conocido artísticamente como Venus D-Lite. Primero se dio a conocer por su participación en la terca temporada de RuPaul's Drag Race y luego tras la noticia viral sobre las cirugías que se realizó con el fin de parecerse a ella. Chris America es otro ejemplo notable y según Guillermo Alonso de Vanity Fair en español, es la primera imitadora de Madonna que ganó reconocimiento internacional desde que fue descubierta en 1984.
Otros ejemplos incluyen —aunque sin limitarse— a personajes como «Madonna Badillo», una mujer transgénero y seguidora de la artista que se destacó también por su activismo en favor de la comunidad LGTB en Maicao desde los años de 1990 hasta su muerte en 2019. Distintos medios como el Diario Frontera y Washington Blade informaron que los locales también le llamaban «la Madonna de Colombia» o «la Madonna de Maicao» y la artista era para ella como su alter ego. En Chile, destacó el caso de la «Madonna Mapuche», una mujer transgénero conocida por muchos gracias al libro Loco afán: crónicas de sidario de Pedro Lemebel; aunque bien otras publicaciones también la han mencionado. Lemebel describe los detalles sobre su muerte a causa del sida e indicó que los locales le agregaron mapuche por sus rasgos indígenas.

### Famosos identificándose como fanáticos

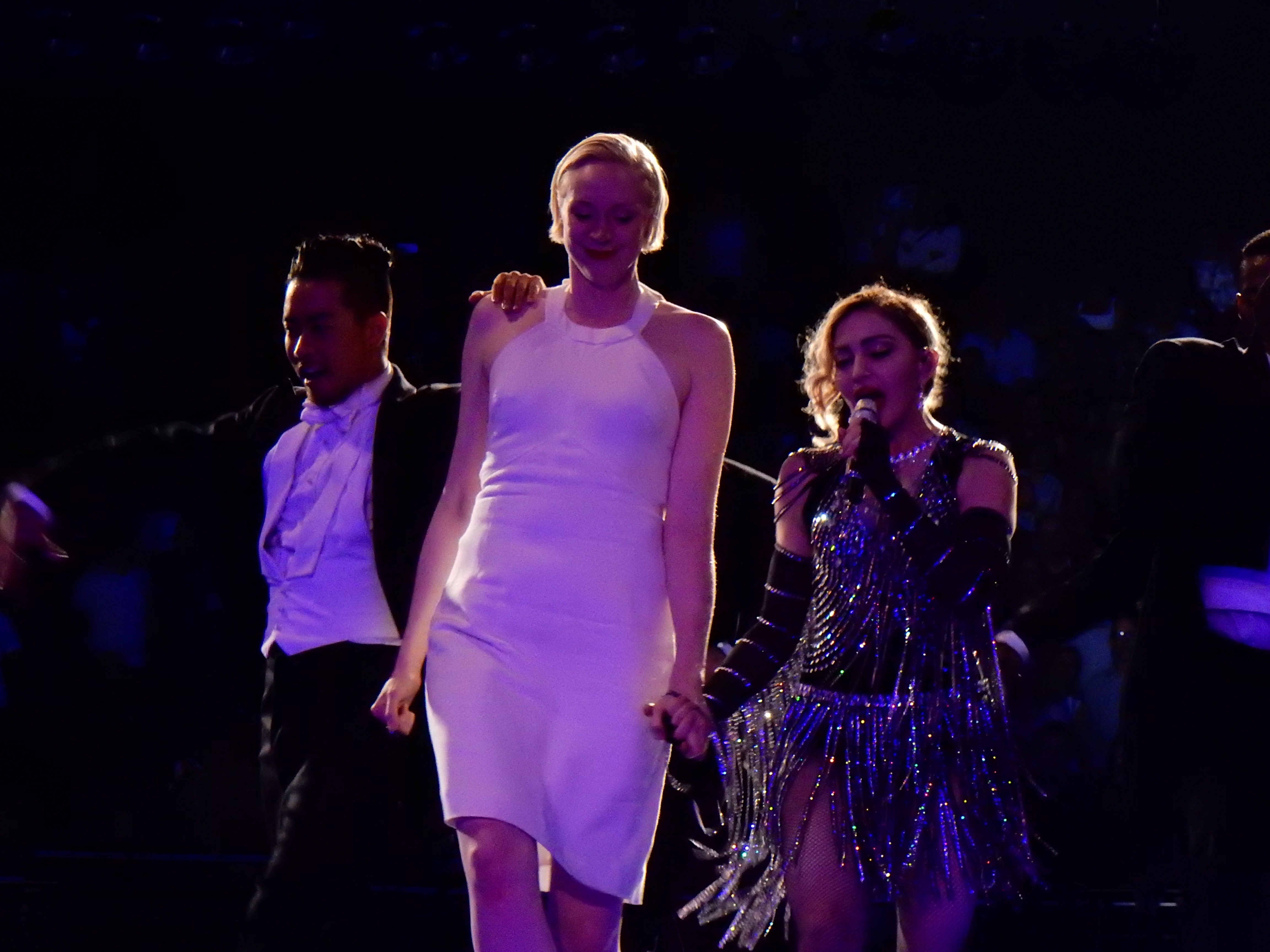
Gwendoline Christie con Madonna en el concierto australiano del Rebel Heart Tour. Más tarde confesó que lloró de la emoción por esa ocasión.

De manera incontable diversos famosos se han identificado como fanáticos de Madonna y lo han expresado en entrevistas y programas de televisión. Los ejemplos también se encuentran en biografías y textos académicos entre otras referencias. En 2001, la BBC One realizó un documental para rendirle homenaje y hablar de su influencia en otros en donde hablaron varias de estas celebridades, como Melanie C quien mencionó haber sido una de «sus wannabes» y Britney Spears agregó ser su admiradora desde que era niña. En 2019, Benyamin Cohen del sitio From The Grapevine informó que algunas de las celebridades más grandes de Israel son fanáticas de la intérprete, entre ellas mencionó a Gal Gadot.
La admiración por Madonna de parte de colegas en la industria y otros famosos ha generado una variedad de referencias en la cultura popular a su nombre, especialmente por aquellos que se han identificado como fanáticos. El pintor mexicano Alberto Gironella reconoció en vida tener una obsesión compulsiva por la cantante. Plasmó en sus últimas obra la «Madonnafilia» (parafilia por Madonna) y también dijo en una oportunidad: «Creo que me he comprometido a tal grado como artista que mi obra gira en torno a ella». En los años de 1980, los integrantes de la banda Sonic Youth hablaron constantemente de su fascinación por la artista y lo plasmaron en el libro Goodbay 20th Century.
En los inicios de su carrera, Lady Gaga mencionó: «No hay nadie que quiera y adore a Madonna más que yo. Soy su mayor fan, tanto a nivel profesional como personal». El diseñador de moda alemán, Michael Michalsky se describió así mismo como «[su] mayor fan en la historia». Varios como Bif Naked declararon ser su fan mucho antes de convertirse en sí mismos en famosos. La argentina Fátima Flórez también declaró ser su fan y mencionó que antes de ser actriz e imitadora profesional empezó como un juego cuando imitaba a ser Madonna y Michael Jackson.
Gwendoline Christie es otro ejemplo más. Ha asistido a varios de sus conciertos y reveló que lloró de la emoción cuando le envió un texto al mánager de ella para pedirle que la subiera al escenario en su concierto de 2016 en Australia del Rebel Heart Tour. En 2017, confesó en el programa Late Night with Seth Meyers: «Solía disfrazarme de ella en mi habitación e intentaba copiar las rutinas de baile y estilo». Claudia Molina, quién realizó el musical tributo llamado Remember. Live tribute to Madonna confesó que aceptó rápidamente ser parte del proyecto por ser una fan «de toda la vida».
Otras personalidades incluyen a Andy Warhol según la National Geographic, y el millonario Sylvan Adams de acuerdo a la DW, quien le pagó a la cantante unos 1.3 millones de dólares para que cantase en el Festival de la Canción de Eurovisión 2019. Otros ejemplos puntales de famosos identificándose como fanáticos han sido: Ariana Grande, Boy George, o la lingüista canadiense Susan Ehrlich por mencionar algunos.

## Ejemplos patológicos

### Stalkers
En el caso de Madonna, existe un registro variado y largo de acosadores (en inglés: stalkers y a veces también llamados fanáticos «extremos» en español). Uno de los primeros que se tiene constancia es de Todd Lawrence, a quien la cantante interpuso una demanda en su contra luego de haberla acosado (c. 1994) al menos durante dos semanas y tras haber saltado el muro de 2.4 metros de su propiedad.
A principios de la década de 1990, el fanático más tarde identificado como Robert Dewey Hoskins le mandaba cartas amenazándola de muerte de forma constante. El individuo entró al menos en dos ocasiones a su hogar en Hollywood Hills, lo que le provocó a la artista problemas para dormir duramente meses. Fue finalmente detenido por la policía de California en 1996 y recibió la sentencia de 10 años de prisión más un tratamiento psicológico. Al momento de ser capturado, dijo que «rebanaría la garganta de Madonna de oreja a oreja» si no se casaba con él. Durante el juicio, la cantante expresó: «Me siento increíblemente trastornada por el hecho de que el hombre que me ha amenazado de muerte repetidamente esté sentado al otro lado de la habitación en la que yo estoy».
En 2001, Robert ingresó a la clínica para recibir el tratamiento psicológico. En su juicio de 2006, volvió amenazar que le cortaría la garganta al decir que «si no puede ser mía, no será de nadie». En 2012 escapó del hospital psiquiátrico aunque fue recapturado al poco tiempo. El caso de Robert Dewey Hoskins es uno de los más visibles de erotomanía en la cultura popular; Katherine Ramsland, escritora en criminología dijo en una nota para Psychology Today que este «fanático obsesivo de Madonna refleja nuestra cultura centrada en las celebridades».
En 2010, un bombero jubilado y también fanático suyo identificado como Robert Linhart, fue detenido y sentenciado a tres años de libertad condicional por acosar a la cantante en su apartamento de Nueva York y también por hacer grafitis en su vivienda. Al momento de ser detenido, se le encontró en posesión de un punzón de picahielo. Si bien el Tribunal Criminal de Manhattan lo declaró como un «peligro público», la propia cantante dijo a los medios que no se sentía en peligro o asustada. La abogada del implicado mencionó: «No es un crimen adorar a Madonna y si lo fuera, los tribunales estarían mucho más llenos». En 2017, el fanático obsesivo recibió 455 000 mil dólares por la demanda que interpuso ante la justicia debido a las lesiones que le ocasionaron los policías al momento de su detención.
Existen incidentes más menores, por ejemplo: En 2004, la artista indicó que temía morir como John Lennon en manos de un fan, pues reportó que un admirador millonario estadounidense seguía cada uno de sus pasos, y que había empezado a merodear por su vivienda en Londres. En 2008, mientras aún era la esposa de Guy Ritchie, un fanático de 16 años se apareció en el set de filmación de la película Sherlock Holmes amenazando con matar a Ritchie. Cuando logró ser reducido por la seguridad, gritó: «¡Soy el mayor fan de Madonna!». En 2011, un fanático con el nombre de Grzegorz Matlok fue arrestado por varios intentos de robo en la vivienda de la artista en Londres. No fue procesado pero se le envió a una evaluación mental. La fuente policial dijo al respecto: «Algo terrible ha pasado aquí. La seguridad que hay alrededor de la estrella del pop más famosa debería ser inexpugnable».

### Hackers
Al menos dos de sus fanáticos fueron visibles por cometer delitos de filtrar algunas de sus piezas musicales. En 2011, la operación policial Madonnaleaks llevada a cabo en Zaragoza, detuvo a un seguidor identificado con las siglas J.M.R. tras habérsele acusado de filtrar el tema «Give Me All Your Luvin'», canción que no había sido presentada ni al público ni a la crítica. No obstante, la Policía de Aragón sostuvo que este admirador no perseguía ningún beneficio económico y actuó «de forma altruista». En 2015, se llevó a cabo una persecución internacional encabezada por el FBI para identificar al hacker que filtró por completo el que sería su decimotercer álbum de estudio, Rebel Heart. El israelí Adi Lederman fue acusado y procesado por este delito. Su abogado Efrat Nahmani Bar alegó que era «un fan de Madonna y un coleccionista compulsivo que, en un exceso de celo, tal había llegado demasiado lejos, aunque sin violar la intimidad de la cantante», aseveró.

## Referencias culturales

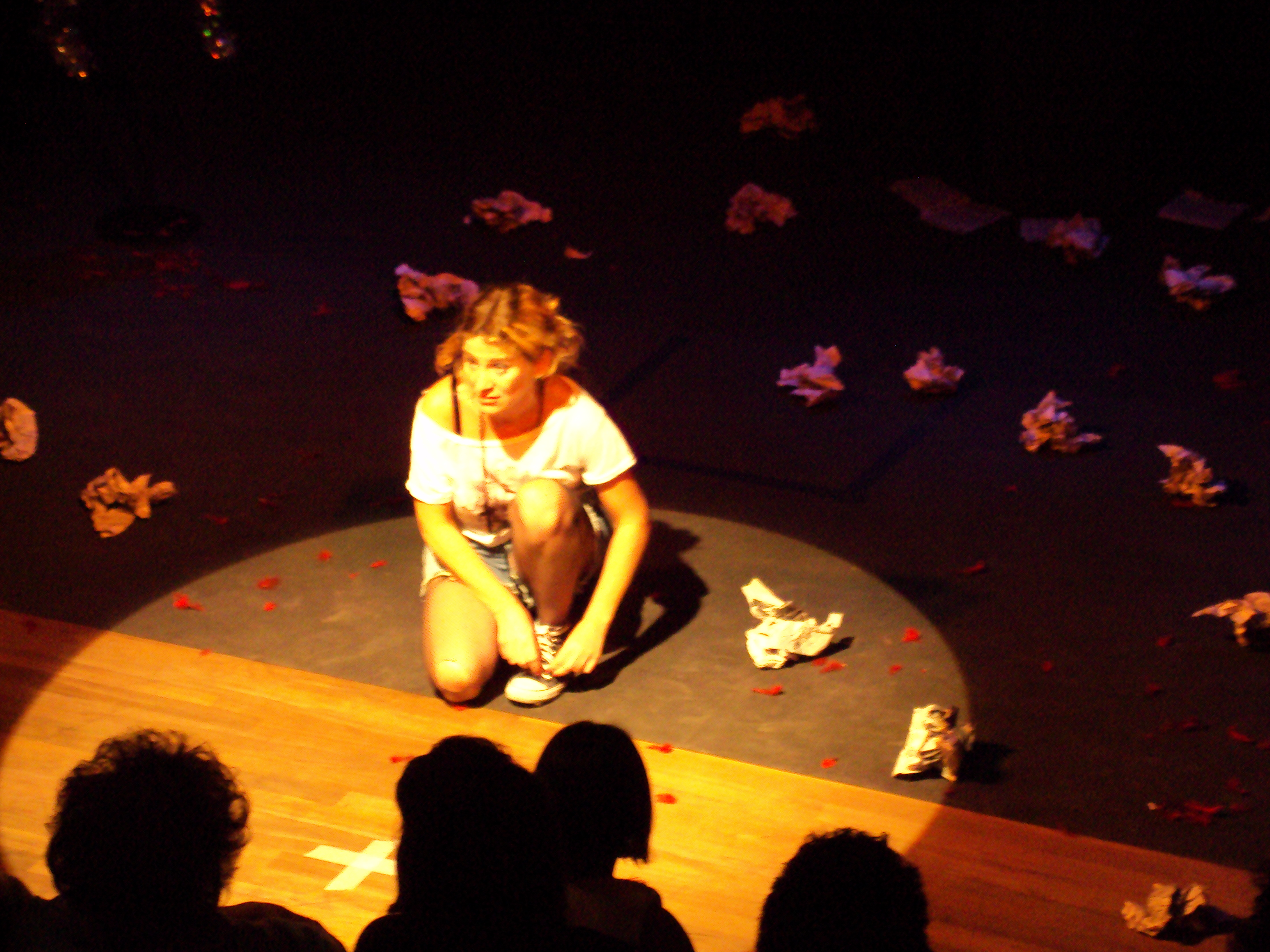
Emilia Mazer en una función de Buscando a Madonna en 2013.

### Coleccionismo

Habitación llena de pósteres e imágenes de Madonna, un patrón común en la mayoría de coleccionistas.

### Récords mundiales

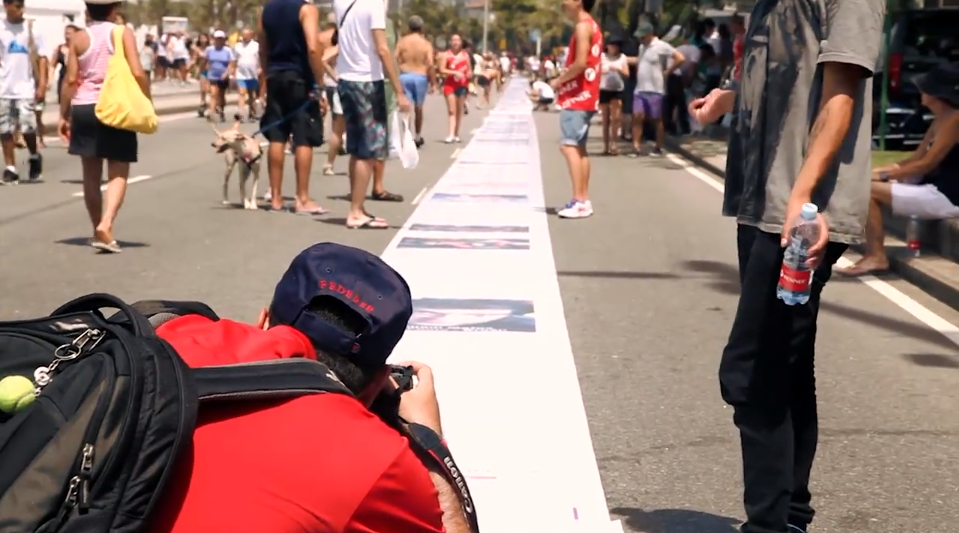
En la imagen se aprecia la carta de un kilómetro que sus admiradores en Brasil le escribieron

## Análisis e investigaciones académicas

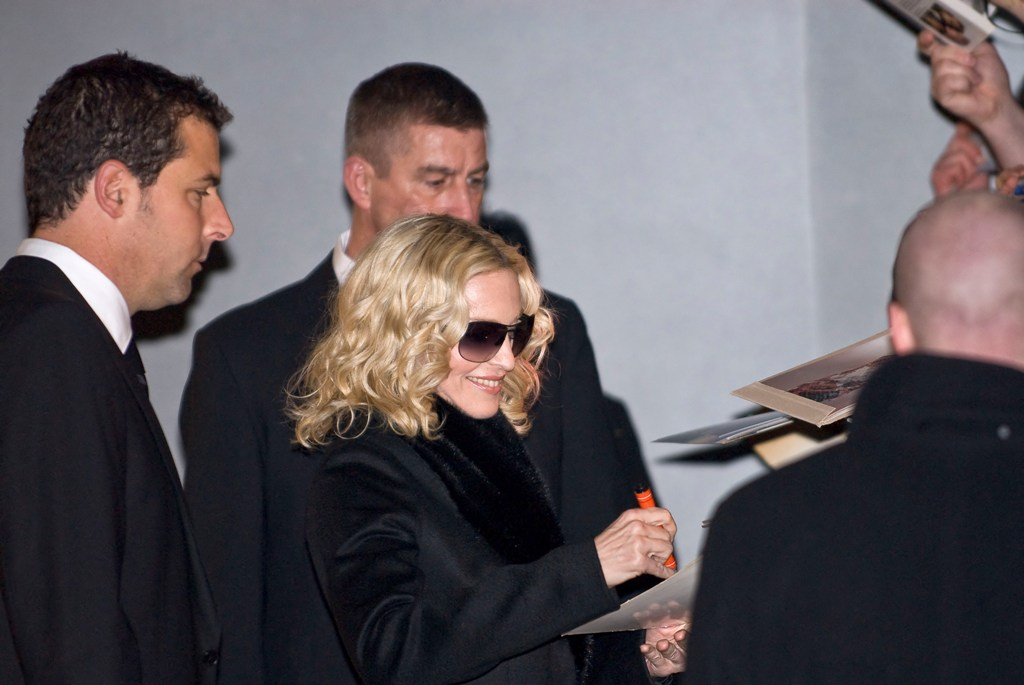
Madonna firmando autógrafos en una conferencia de prensa berlinesa para promover el filme Filth and Wisdom.